# Voccio
Voccio († 16 v. Chr.) war der gewählte Rix des keltischen Stammes der Noriker und Herrscher der 13 keltischen Stämme von Noricum im letzten vorchristlichen Jahrhundert. Die Noriker scheinen der einflussreichste Stamm in Noricum gewesen zu sein. Voccio war politisch sehr informiert und wachsam und unterstützte Julius Caesar im römischen Bürgerkrieg, um eine Allianz gegen die Bedrohung der Daker aus dem Osten zu formen. Im Jahr 59 v. Chr. schlugen die Daker unter Burebista die keltischen Stämme der Boier und Taurisker, unter ihrem Anführer Critosiros, vernichtend im heutigen Ungarn. Daraufhin zogen die Reste der Boier nach Westen, um sich mit dem Großstamm der Helvetier zu verbinden. Auf dem Zug nach Westen durch Noricum belagerten die Boier die Hauptsiedlung Noreia. Voccio verheiratete 58. v. Chr. auch seine Schwester mit dem suebischen Fürsten Ariovist, um sich gegen Boier und Helvetier abzusichern.
Voccio war ein guter Stratege und verstand es, Verbündete für Noricum zu schaffen. Im Jahre 49 v. Chr., während des römischen Bürgerkrieges zwischen Caesar und Pompeius und ein Jahr, nachdem eine Invasion der Daker von den Norikern abgewehrt wurde, unterstützten die Noriker mit ihrer bedeutenden Wirtschaft Caesars Anliegen. Voccio vertraute darauf, dass Caesar sich durchsetzen würde, und schickte ihm auch eine Einheit berittener Krieger zu Hilfe. Er dürfte aber nicht gewusst haben, dass seine Schwester zu dem Zeitpunkt schon von Römern getötet war. Sie wurde nach dem Sieg von Caesars Legionen über Ariovists Heer, beim Versuch den rettenden Rhein zu erreichen, niedergemacht.
Caesars letztendlicher Sieg im Bürgerkrieg hatte dazu beigetragen, die freundschaftlichen Beziehungen zwischen Noricum und Rom während der übrigen Geschichte des Reiches relativ zu sichern. Es hatte aber auch zur Folge, dass die Noriker, vom römischen Luxus angezogen, schon lange vor der Übernahme Noricums durch das Römische Reich anfingen, sich zu romanisieren. Voccio spielte eine wichtige Rolle in der Geschichte Noricums. Kurz vor dem Beginn und kurz nach dem Ende des römischen Bürgerkrieges war er maßgeblich daran beteiligt, die eingefallenen Daker um 50 v. Chr., und die Boier-Stämme um 40 v. Chr. aus Noricum zu vertreiben.